# 杨昆鹏
杨昆鹏（1978年11月21日—），中国足球运动员，司职后卫，现效力于中国足球协会超级联赛球队青岛中能。